# 勺子點球
在足球比賽中，勺子點球是罰點球時的一種踢法，即罚球者不將球朝门将的左边或右边踢，而是轻轻碰一下足球的下方，使足球的軌跡呈拋物線狀衝向球門中間。因足球軌跡也類似勺子的勺柄，所以這種踢法得名勺子點球。一般踢出勺子點球前，罰球者需在起腳時欺騙门将使其撲向球門邊路，一旦欺騙門將失敗，通過勺子點球踢出的足球會正中守門員下懷。捷克斯洛伐克球员安东宁·帕年卡於1976年欧洲足球锦标赛捷克斯洛伐克國家足球隊對陣西德國家足球隊的决赛中成功欺騙西德門將塞普·迈尔踢出勺子點球，並为捷克斯洛伐克国家队夺得當年的歐錦賽冠军。這場比賽一度被認為是最早出現勺子點球的比賽。然而目前普遍認為勺子點球早在安东宁·帕年卡踢出勺子點球時的70年前就已被曼城和威尔士前锋比利·梅瑞迪斯使用過。